# Grindsted Sogn
Grindsted Sogn er et sogn i Grene Provsti (Ribe Stift).
I 1800-tallet var Grene Sogn anneks til Grindsted Sogn. Begge sogne hørte til Slavs Herred i Ribe Amt. De udgjorde Grindsted-Grene sognekommune, men den blev senere delt, så hvert sogn var en selvstændig sognekommune. Ved kommunalreformen i 1970 blev Grene indlemmet i Billund Kommune, og Grindsted blev kernen i Grindsted Kommune, der ved strukturreformen i 2007 også indgik i Billund Kommune.
I Grindsted Sogn ligger Grindsted Kirke. Den fik to filialkirker: Nollund Kirke blev indviet i 1915, og Urup Kirke blev indviet i 1919. Nollund og Urup blev kirkedistrikter i Grindsted Sogn. Da kirkedistrikterne blev nedlagt 1. oktober 2010, blev Nollund Kirkedistrikt udskilt som det selvstændige Nollund Sogn og Urup Kirkedistrikt som det selvstændige Urup Sogn.
I Grindsted, Nollund og Urup sogne findes følgende autoriserede stednavne:
- Dal (bebyggelse, ejerlav)
- Dyvelsrække (bebyggelse)
- Eg (bebyggelse, ejerlav)
- Eg Plantage (areal)
- Frodeslund Plantage (areal)
- Grindsted (hedeby)
- Grindsted Mark (bebyggelse)
- Grindsted Plantage (areal)
- Hinnum (bebyggelse, ejerlav)
- Horsbøl (bebyggelse, ejerlav)
- Jerrig (bebyggelse, ejerlav)
- Kærbøl (bebyggelse)
- Lamborg (bebyggelse)
- Loft (bebyggelse, ejerlav)
- Modvig (bebyggelse, ejerlav)
- Morsbøl (bebyggelse, ejerlav)
- Morsbøl Plantage (areal)
- Nollund (bebyggelse, ejerlav)
- Nollund Hede (areal)
- Plagborg (bebyggelse)
- Simmelbæk (bebyggelse)
- Simmelgårde (bebyggelse)
- Sortebjerge (areal)
- Sønderby (bebyggelse, ejerlav)
- Sønderby Mose (areal)
- Sønderkær Bæk (vandareal)
- Trekroner (bebyggelse)
- Tusborg (bebyggelse)
- Urup (bebyggelse, ejerlav)
- Utoft (bebyggelse, ejerlav)
- Utoft Plantage (areal)
- Vadbøl (bebyggelse)
- Vesterbæk (bebyggelse)
- Åglimt (bebyggelse)